# Mark Dempsey
Mark Dempsey, född 14 januari 1964 i Manchester, är en engelsk fotbollstränare. Han blev känd i fotbollssverige efter att under andra halvan av säsongen 2016 tränat Djurgårdens IF med goda resultat som räddade kvar laget i serien.